# استان سویانا
استان سویانا (به اسپانیایی: Provincia de Sullana) یک استان در پرو است که در منطقه پیورا واقع شده‌است. استان سویانا ۵٬۴۲۳٫۶۱ کیلومتر مربع مساحت و ۳۱۱٬۴۵۴ نفر جمعیت دارد و ۶۰ متر بالاتر از سطح دریا واقع شده‌است.